# Palestinska raketattacker mot Israel

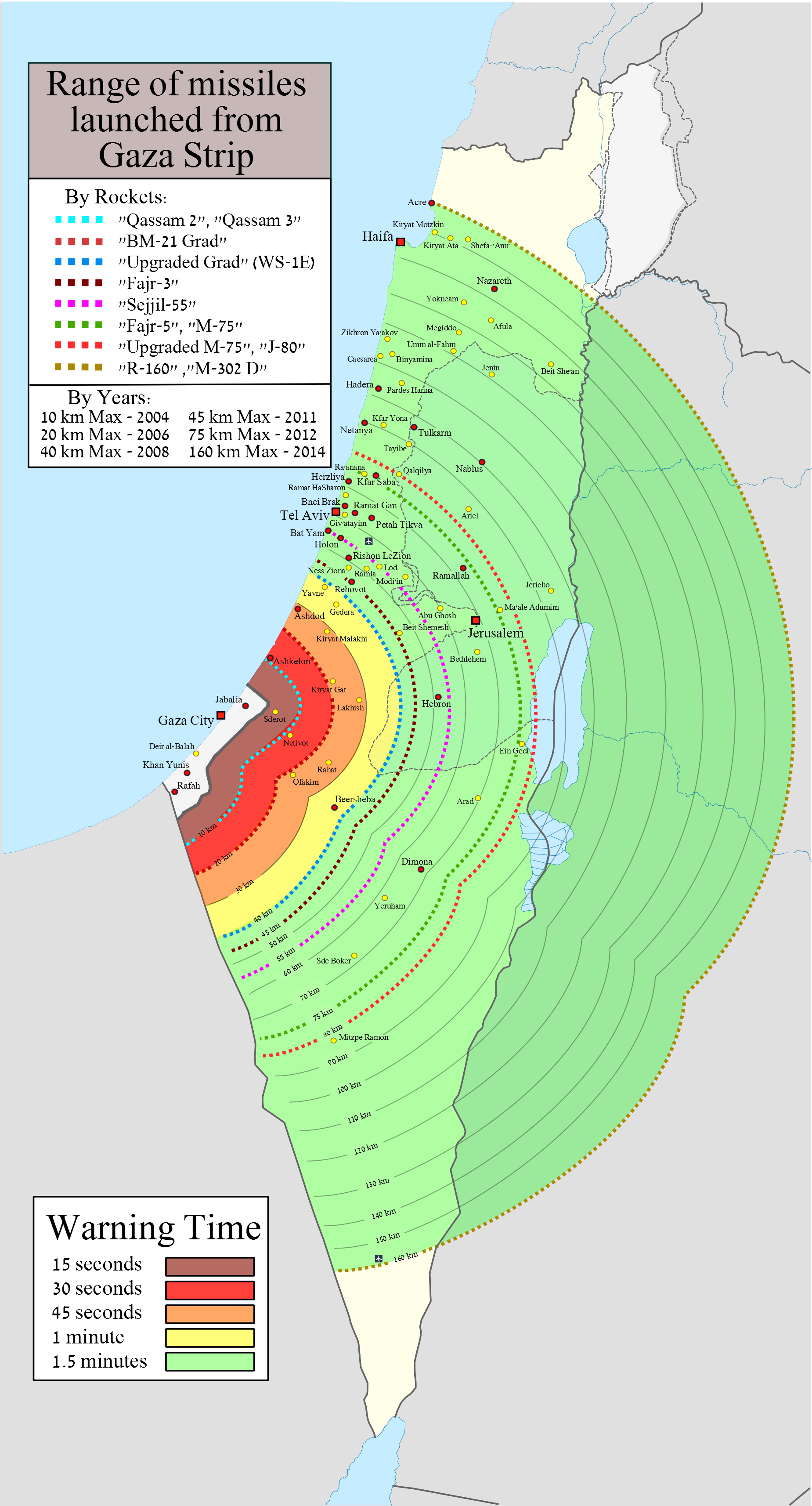
Karta som visar palestinska raketers räckvidd, samt tiden till nedslag.

Palestinska raketattacker mot Israel har ägt rum sedan 2001 som en del av Israel-Palestina-konflikten. Tiotusentals raketer har skickats mot Israel från Gazaremsan, vilket har resulterat i ungefär 45 civila dödsfall och långt fler skadade. Angreppen har även resulterat i utbredda psykologiska trauman, inte minst bland barn. Då raketerna som används är av låg kvalitet och har usel precision har de anklagats för att ha en "inneboende urskillningslöshet". Raketangreppen har definierats som krigsbrott av Amnesty International och Human Rights Watch.
För att skydda civilbefolkningen har Israel etablerat ett sofistikerat försvar mot raketerna. Man har utvecklat luftvärnssystemet Iron Dome, som skjuter ned 90% av de raketer som avfyras från Gaza. Utöver detta varnas civila med sirener och mobiltelefonappar när raketer upptäcks, vilket ger ungefär 15 sekunder att söka skydd om man bor nära Gaza. Samtliga byggnader i landet har tillgång till skyddsrum.
Även om majoriteten av raketerna skjuts ner av luftvärnet når en del israeliskt territorium med dödliga konsekvenser. I vissa fall når raketerna inte Israel utan landar på palestinsk mark. Detta har resulterat i ett flertal kontroversiella nyhetsrapporter som först anklagar Israel för dödliga attacker mot Gaza, endast för att i senare utredningar fastställa att det var palestinsk raketbeskjutning som orsakade dödsfallen.

## Bakgrund
Raketattacker är ett relativt modernt fenomen när det kommer till Israel-Palestina-konflikten. Tidigare har palestinskt våld mot civila framför allt bestått av skjutningar och självmordsattacker, men det sistnämnda har blivit mycket ovanligt sedan andra intifadans slut 2005. Den första raketattacken skedde 2001, men antalet ökade stort efter att Israel 2005 utrymde sina bosättningar i Gazaremsan och drog tillbaka sina styrkor från området.
Raketattacker mot Israel har utförts av samtliga palestinska militanta grupper. Dessa inkluderar de väpnade grenarna av bland annat Hamas, Islamiska jihad, PFLP, DFLP, och Fatah. Flera olika motiv har uppgetts, däribland palestinskt självförsvar, motstånd mot ockupation, antisionism, och blockaden av Gaza (som dock även Egypten deltar i).

## Tillvägagångssätt

### Rakettyper

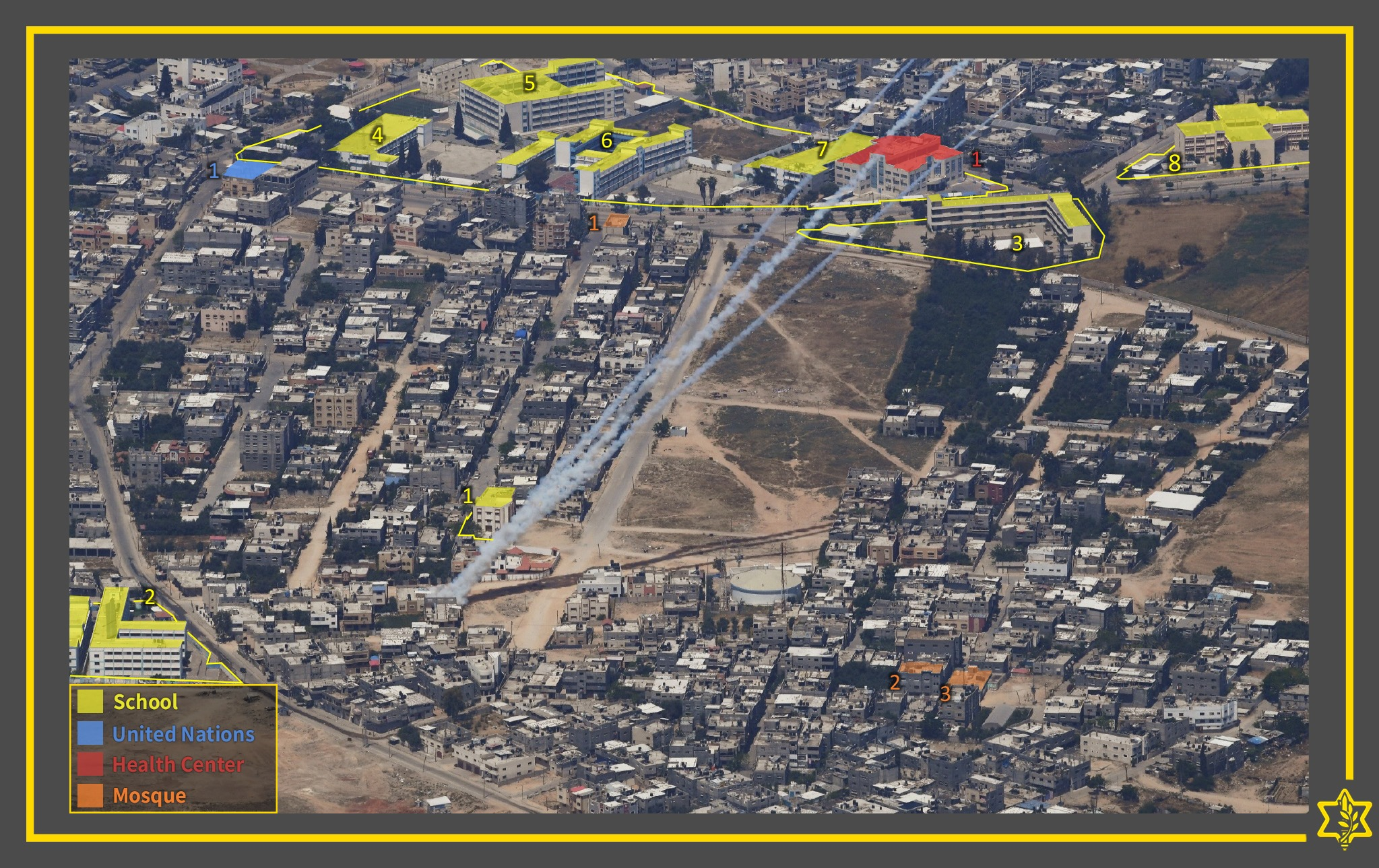
Hamasraket avfyras från ett bostadskvarter i Gaza, 2021. Bild från israeliska försvarsmakten.

Raketerna som avfyras från Gaza är oftast tillverkade lokalt till en låg kostnad. Den vanligaste rakettypen är Qassam-raketen, som har kort räckvidd och en tillverkningskostnad på 300-800 dollar per enhet. En annan raket med kort räckvidd som används av Hamas är den iranska Badr 3-raketen. För att träffa mål längre in i Israel, som exempelvis Tel Aviv eller Haifa, krävs mer sofistikerade raketer. Hamas har då tillgång till bland annat iranska Fajr-5, samt de lokaltillverkade R160- och Ayyash 250-raketerna, som kan nå alla delar av Israel.
Raketerna som avfyras av Hamas går inte att styra och har mycket låg träffsäkerhet. Enligt människorättsorganisationen Human Rights Watch utgör raketbeskjutningen av israeliska städer ett krigsbrott då rakterna har en "inneboende urskillningslöshet".

### Avfyrningsplatser
Den stora majoriteten av raketer avfyras från Gazaremsan, även om ett mindre antal skjutits från Libanon och Syrien. Ett fåtal försök att avfyra raketer från Västbanken har genomförts, dock utan någon större framgång. I Gazaremsan avfyras raketerna ofta från tätbefolkade områden, något som lett till att palestinska väpnade grupper anklagats för att använda sig av mänskliga sköldar. Vid flera tillfällen har det framkommit att raketer avfyrats från eller gömts under känslig civil infrastruktur, exempelvis FN-skolor, bostadskvarter, och begravningsplatser. Israel har även anklagat Hamas för att avfyra raketer från sjukhus, vilket dementerats av gruppen.

## Israeliska motåtgärder

### Iron dome

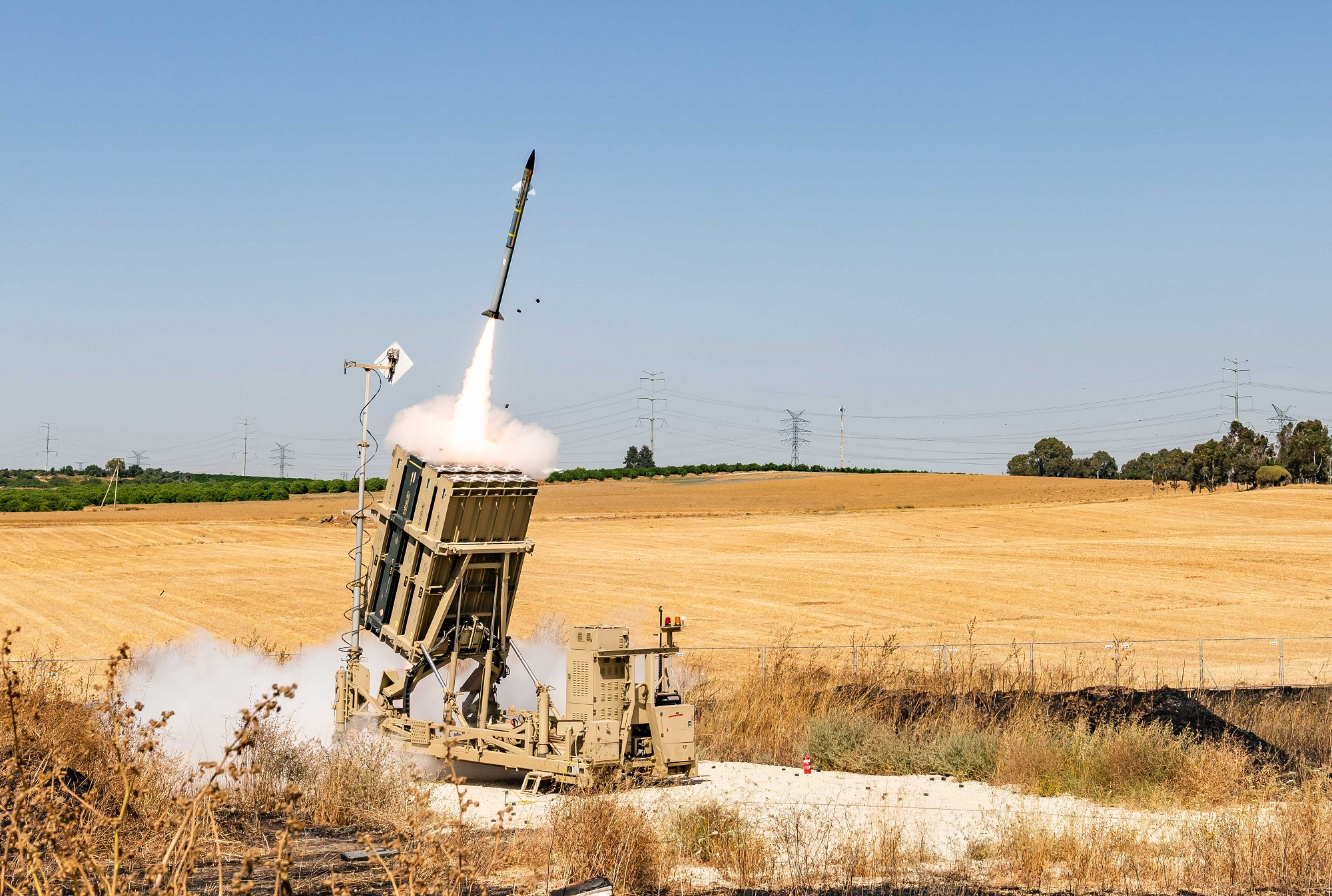
Iron Dome avfyras under operation guardian of the walls, maj 2021.

År 2011 lanserade Israel Iron Dome, som anses vara ett av världens bästa luftvärnssystem. Tanken är att genskjuta raketer innan de når sina mål. När en raket upptäcks av radarn avgör ett datorprogram huruvida den utgör ett hot, det vill säga om den bedöms landa i bebyggda områden eller om den snarare lär hamna i Negevöknen eller Medelhavet. Därefter beräknar systemet vilket batteri som bör avfyras, och vilken bana luftvärnsroboten ska anta. I det tredje och sista steget avfyras raketen.
Varje avfyrning kostar 60 000 dollar, ungefär 100 gånger mer än de raketer som används av palestinska väpnade grupper. Enligt Israel har systemet en effektivitet på 90%. Det kan dock överväldigas om ett mycket stort antal raketer skjuts samtidigt.

### Varningssystem och skyddsrum
I Israel måste varje hus och lägenhet vara försedda med ett skyddsrum, som består av en liten yta med väggar av armerad betong, förseglade fönster, och en bombsäker dörr som kan skydda de som gömmer sig i rummet från raketernas sprängverkan. Många av dessa har dock brister då de till vardags ofta används som vanliga rum. Israel har även ett varningssystem vid namn "kod röd" (hebreiska: צבע אדום, tzeva Adom), som med hjälp av sirener och mobiltelefonappar uppmanar befolkningen att söka skydd när inkommande missiler upptäckts. Tiden man har på sig att söka skydd är dock begränsad och varierar stort beroende på var i Israel man befinner sig. I Tel Aviv har man ungefär en och en halv minut att söka skydd, samtidigt som de som bor i israeliska byar nära gränsen till Gaza endast har cirka 15 sekunder.

### Evakueringar
I vissa fall har raketbeskjutningen från Gaza varit så intensiv att Israel har tvingats evakuera civila som bor nära gränsen. I maj 2007 evakuerades 40% av befolkningen i Sderot efter raketattacker från Gazaremsan. 2008 flydde tusentals israeler sina hem i Ashkelon på grund av raketbesjutningar. Under kriget mellan Hamas och Israel fick en halv miljon Israeler lämna sina hem, både i norra och södra Israel, på grund av beskjutning från palestinska grupper samt libanesiska Hizbollah.

### Motattacker mot Gaza

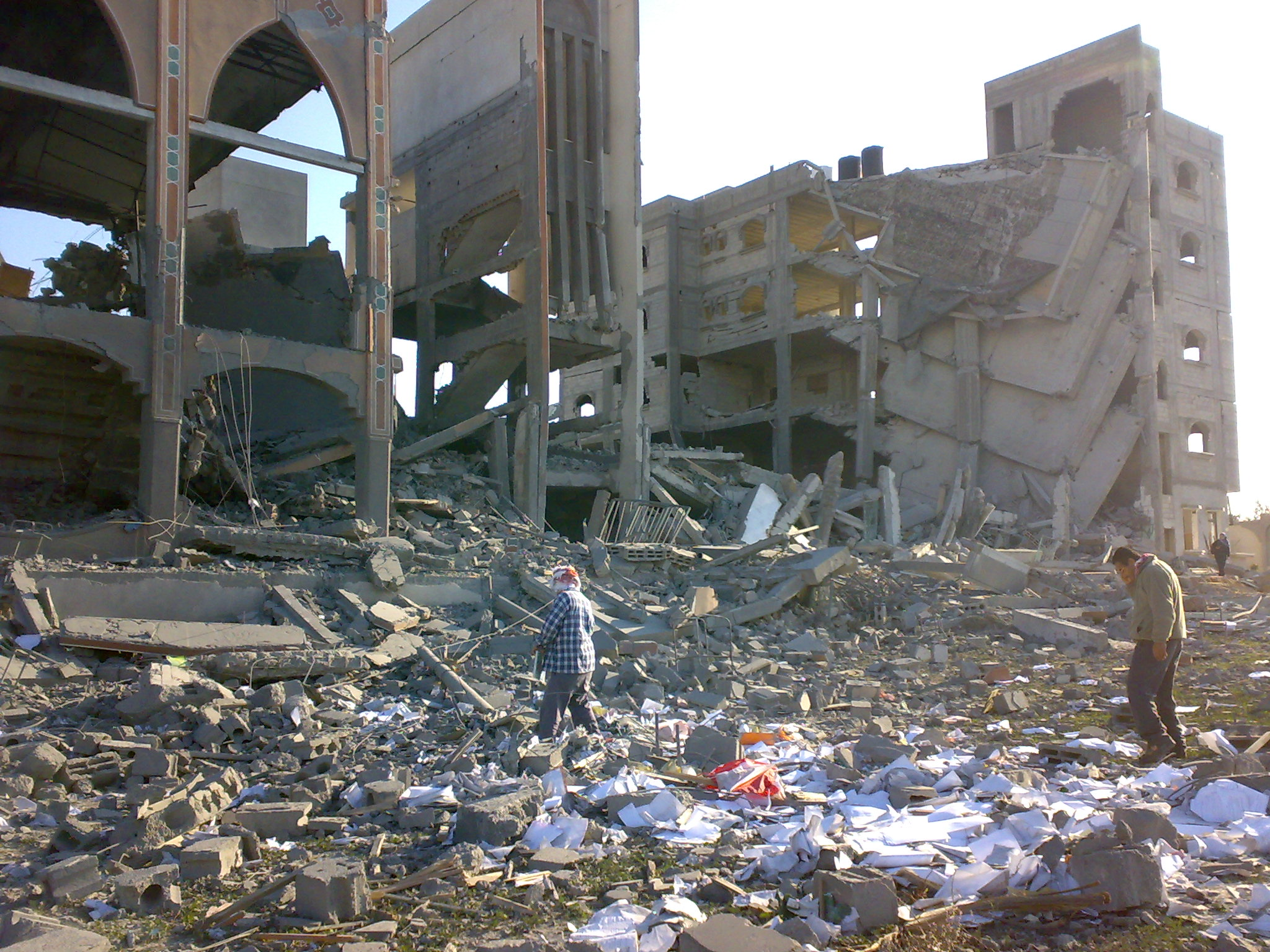
Byggnad i Rafah som förstörts under Gazakriget (2008-2009). Byggnaden tjänade som en skola, moské, och datacenter.

Israels försvarsmakt har vid flera tillfällen utfört militära aktioner som syftat till att stävja raketangreppen. Dessa inkluderar bland annat Operation Sommarregn, Gazakriget (2008–2009), Operation Pillar of Defense, och Gazakriget 2014. Operationerna har alltid resulterat i att dödsoffren varit betydligt större på den palestinska sidan, som saknar luftvärn, varningssystem, och adekvata skyddsrum. Människorättsorganisationen Amnesty international har anklagat Israel för att vara "likgiltiga" inför de civila förlusterna de orsakar, och menar att trots att det är militära mål som angripits så blir det civila lidandet oproportionerligt stort, vilket man menar utgör ett krigsbrott.

## Antalet offer

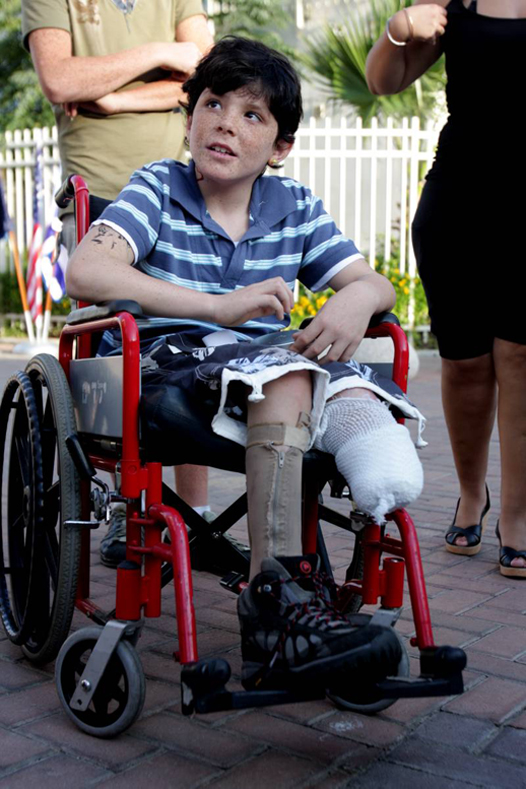
9-åriga Osher Twito förlorade sitt ena ben på grund av en Qassam-raket under Gazakriget (2008-2009)

### I Israel
Tiotusentals projektiler har avfyrats mot Israel, men kombinationen av låg raketkvalitet och omfattande israeliska försvarsåtgärder har gjort att relativt få israeler har dödats. Enligt Amnesty dödades 31 civila i Israel mellan den första dödliga incidenten 2004 och Gazakriget 2014. 2019 dödades fyra civila israeler. Under konflikten 2021 dödades 10 civila israeler. Sammanlagt har alltså 45 civilpersoner i israel dödats av palestinska raketattacker, med långt fler skadade. Raketbeskjutningen har även orsakat psykiskt trauma i form av PTSD hos befolkningen, inte minst bland barn.

### I Gaza
De palestinska raketernas dåliga kvalitet gör att de ofta landar i Gaza, enligt Israels försvarsmakt rör det sig om ungefär 20% av alla raketer. Vid flera tillfällen har det visat sig att explosioner som i media först tillskrivits Israel, vid efterföljande utredningar visar sig ha orsakats av en felskjuten palestinsk raket. Hundratals palestinier har dött av felskjutna Qassam-raketer. Det exakta antalet är inte känt då palestinska grupper sällan erkänner att deras raket skulle ha landat i Gaza.

## Uppmärksammade incidenter

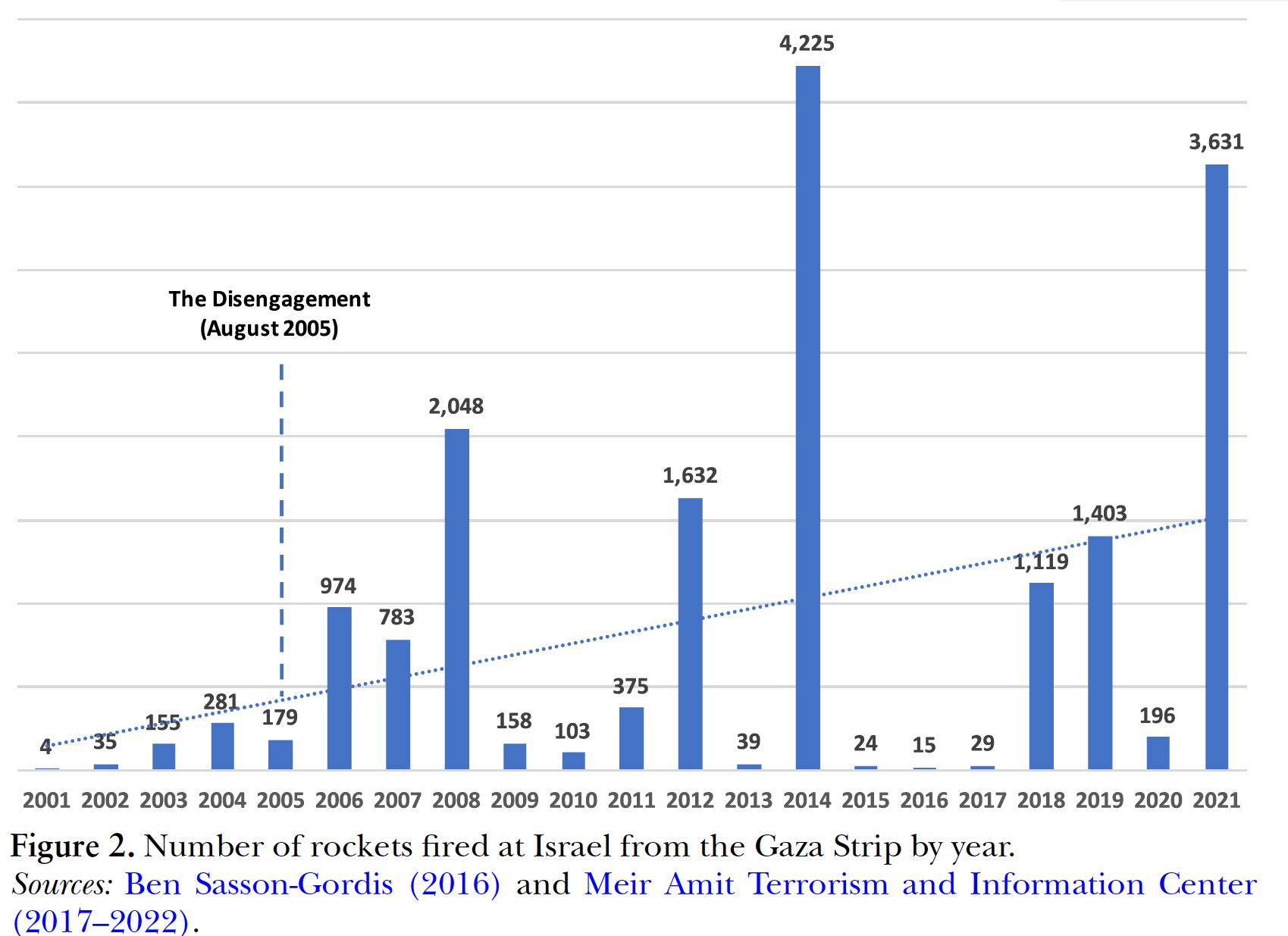
Raketangrepp mot Israel från Gazaremsan, 2001-2021. Tabellen inkluderar inte kriget mellan Hamas och Israel 2023-2024, då över 12 000 raketer avfyrades.

År 2008, i samband med Gazakriget (2008-2009), avfyrades knappt 3 000 projektiler mot Israel från Gazaremsan. Under Gazakriget 2014 avfyrades cirka 4 300 raketer inom loppet av 11 dagar och man träffade för första gången Tel Aviv.
Efter maj 2018 skedde fyra större raket- och granatkastarangrepp mot israeliska områden som tillsammans omfattade över 750 projektiler. Luftvärnssystemet Iron Dome stoppade cirka 100 av dessa. En raket träffade ett bostadshus i Ashkelon och en person dödades. Under 12 och 13 november 2018 avfyrades över 400 projektiler, den högsta frekvensen sedan Gazakriget 2014 enligt U.S. State Department.
År 2019 avfyrade Hamas och andra terroristgrupper som Palestinska Islamiska Jihad (PIJ) fler än tusen raketer och granatkastarprojektiler varav ett antal landade i civila bostadsområden. Attackerna orsakade fyra döda och dussintals sårade under året enligt U.S. State Department.
I september 2020 besköts Israel ifrån Gaza med 13 raketer i samband med att Israel förhandlat sig till diplomatiska förbindelser med två arabländer, Bahrain och Förenade Arabemiraten. Åtta av de tretton raketerna sköts ner av israeliskt luftförsvar.
I december 2020 sköt Hamas raketer i ett försök att tvinga Israel att leverera hjälputrustning då Covid-19 pandemin bredde ut sig i Gaza.
I maj 2021 avfyrade Hamas och andra palestinska militanta grupper raketer mot Israel efter att oroligheter brutit ut i Jerusalem vid Tempelberget och Al-Aqsamoskén. När eldupphör framförhandlats efter elva dagar den 21 maj hade Hamas och Palestinian Islamic Jihad (PIJ) avfyrat fler än 4 360 raketer mot Israel varav den stora majoriteten nedkämpades av luftförsvarssystemet Iron Dome. 680 träffade inom Gazaremsans gränser och 280 föll i havet. De raketer som tog sig förbi luftförsvaret dödade 12 personer. Israel angrep Gaza med flygräder under elva dagar vilket dödade fler än 220 personer.

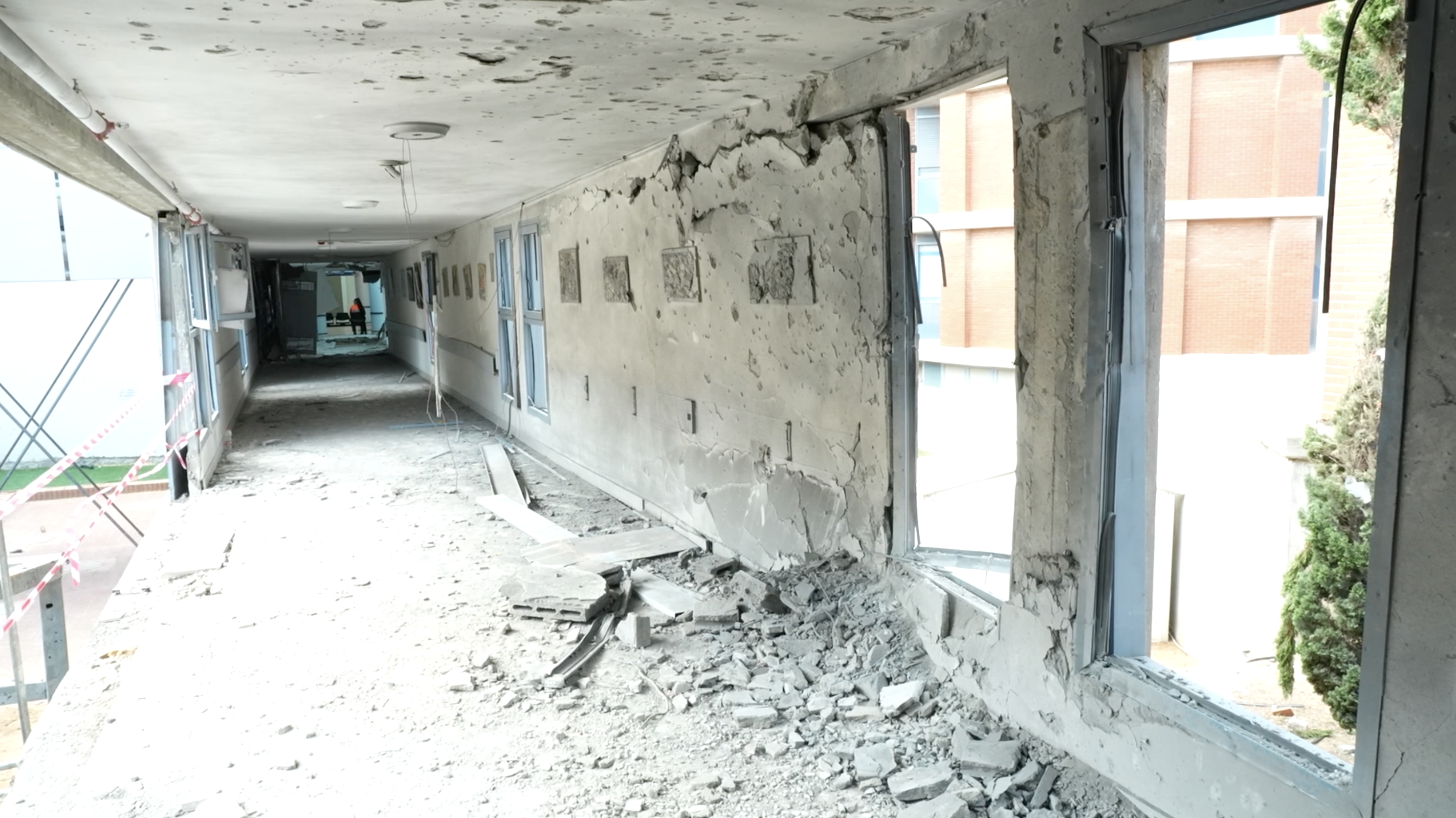
Mördravårdsenheten i Barzilaisjukhuset i Ashkelon i södra Israel efter att ha träffats av en palestinsk raket under Hamas attack i oktober 2023.

Under kriget mellan Hamas och Israel 2023-2024 avfyrades över 12 000 raketer mot Israel från Gazaremsan. Av dessa avfyrades 3 000 av dessa den 7 oktober 2023, under krigets första timmar, i samband med Hamas överraskningsattack. Bland träffade objekt fanns ett sjukhus och flera bostäder. 15 israeler dödades av raketbeskjutning under kriget. Likt tidigare krig nådde dock många raketer inte Israel utan landade i Gaza, och i en uppmärksammad explosion vid al-Ahli-sjukhuset dödades hundratals palestinier av en havererad raket.